# Arthur Herman Bremer
Arthur Herman Bremer (né le 21 août 1950 à Milwaukee (Wisconsin)) tenta d’assassiner le candidat démocrate à la présidence des États-Unis George Wallace le 15 mai 1972 à Laurel (Maryland) le laissant paralysé à vie avec un pistolet Charter Arms de calibre 38.. Il fut reconnu coupable et condamné à 63 ans (53 ans après appel) de prison pour la fusillade ayant touché Wallace et 3 spectateurs.
Après 35 ans d’incarcération, Arthur Bremer fut relâché le 9 novembre 2007.
Son histoire a inspiré le film Taxi Driver de Martin Scorsese.